# Scots (peuple)
Pour les articles homonymes, voir Scots (homonymie).

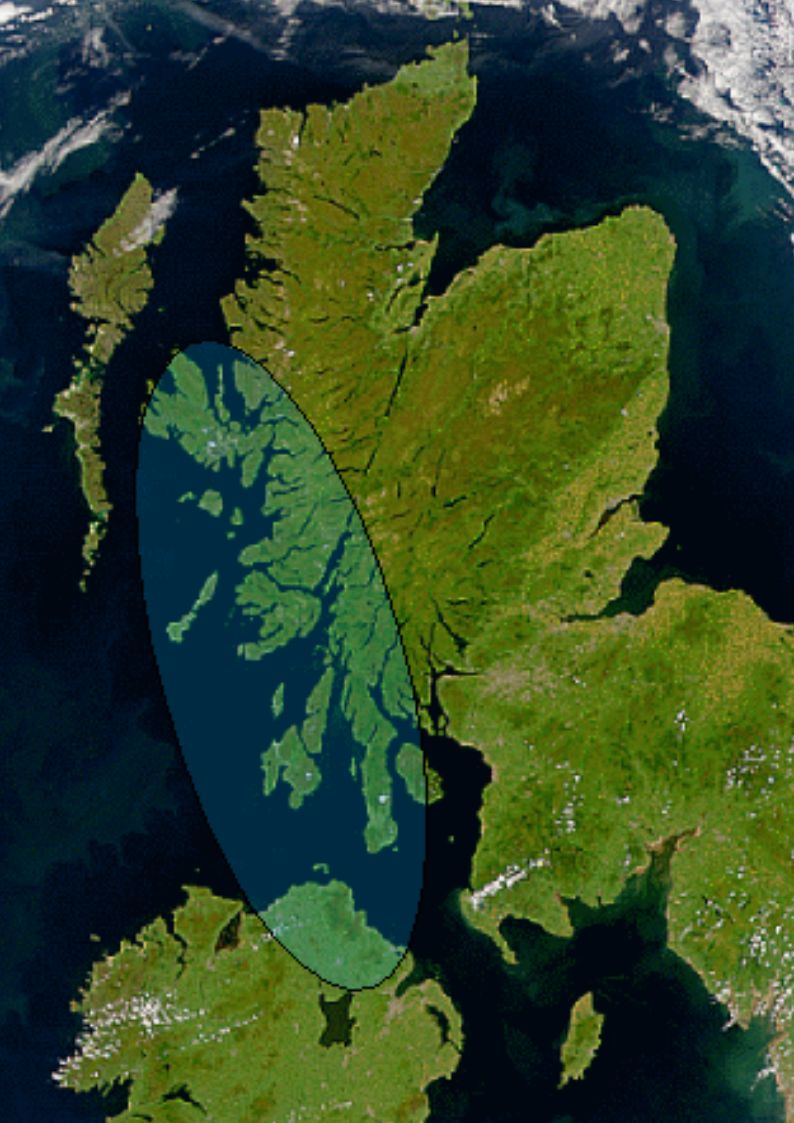
Royaume du Dal Riata

Scots est le gentilé anglais habituellement attribué à un peuple originaire de l’est de l’Irlande qui commença à s’établir sur l'île de Bretagne, entre les rivières Clyde et Solway aux IIIe siècle et IVe siècles de l'ère chrétienne. Ce nom est dérivé du vieil anglais Scottas, lui-même emprunté au latin scotus (plur. scoti). C'est sous ce terme que les Romains désignaient les habitants de la Calédonie. Son étymologie originelle est incertaine, mais peut-être celtique (quoique ne répondant pas à un nom tribal connu). Par la suite, le nom a aussi été attribué aux Gaels qui ont envahi l’Écosse après que les Romains se furent retirés des Lowlands (en 423). 
L'Écosse actuelle leur doit son nom anglais et français (Scotland en anglais ; littéralement : « pays des Scots »), mais pas son nom gaélique (Alba en gaélique écossais et Albein en irlandais, littéralement : Albion). Les Scots ont donné le prénom Scott.
La transition entre l'Antiquité et le haut Moyen Âge est une période qui manque de traces écrites et celles que nous conservons aujourd'hui présentent souvent de grandes variations orthographiques. Il est difficile d'établir les faits, dates et lieux de certains évènements avec précision. Décider quels gentilés attribuer aux peuples du début de l'ère chrétienne est donc un exercice périlleux : même quand nous savons comment eux-mêmes s'appelaient, nous ne savons pas nécessairement ce qu'ils entendaient par là, à un instant précis de l'histoire. Par convention, on appelle scoti (gentilé latin) les Gaels qui s'étaient établis dans l'Earra-Ghàidheal (Argyll en anglais, littéralement : la terre des Gaels), c'est-à-dire la partie écossaise du royaume du Dal Riata, mais on appelle Scots (gentilé anglais) les Gaels qui vivaient dans le Royaume d'Écosse jusqu'au XIIIe siècle, avant le début de l'anglicisation. Le gentilé gael Dàl Riada ou Dál Riata (littéralement: la part du Riada) est également utilisé en anglais d'Irlande et d'Écosse, mais il faut souligner que ces peuples se nommaient eux-mêmes « Gaidel »,.

## Origine du peuple dans les sources
La mention du peuple scot dans les sources romaines apparaît tardivement, autour de 367 avec Ammien Marcellin qui dit d’eux qu’ils « erraient en de multiples directions et causaient de grands ravages » avec d’autres peuples des îles britanniques : les Pictes et les Attacottes. Dans les premières descriptions de ces peuples, ils sont très mal différenciés, une autre mention des Attacottes est faite avec Saint Jérôme en 393 (nommés « Atticottes ») avant d’être assimilés aux Scots ou aux Caledonii. Ils y sont seulement décrits comme un peuple aux mœurs barbares qui pratiquent le cannibalisme et n’ont pas de femmes mais « quand le désir naît chez l’un d’eux, ils s’unissent comme du bétail ». Mais jusque-là, l’origine de ces peuples reste floue, on ne sait même pas sur quelles terres ils vivent. Au Ve siècle, on les trouve finalement en Irlande et Orose parle, en 431 d’un évêque envoyé par le pape Célestin « aux Scots qui croient en Jésus Christ ». Cependant, le peuple scot reste confondu avec les Pictes en tous cas jusqu’à Isidore de Séville au VIIe siècle.

### Selon Bède le Vénérable
Une des sources les plus importantes sur le récit d’origine des Scots est l’Histoire ecclésiastique du peuple anglais que Bède le Vénérable achève autour de 731. Les Scots sont présentés comme un peuple venant d’Irlande et qui, après l’arrivée des Bretons et des Pictes, s’installent sur le territoire de ces derniers. Ils sont menés par leur chef Reuda qui leur permet la conquête du territoire picte aussi bien par la force que par des jeux d’alliance et c’est en référence à leur chef qu’ils sont appelés les Dalriadiens. Les informations de Bède sont imprécises, il juge le terme daal dont est constitué « Dalriadien » comme signifiant « partie » alors qu’elle signifierait plus probablement « prairie » ou « vallée ». L’auteur reste d’ailleurs très flou sur l’installation du peuple en Irlande et ensuite en Grande-Bretagne et est entièrement tributaire d’Orose dans la localisation d’une origine irlandaise. Il peut toutefois affirmer qu’ils se sont ensuite installés au Nord du mur d’Hadrien où se trouvent aussi les Pictes.

### Selon l'Histoire des Bretons
L’Historia Brittonum, élaborée entre le IXe et le XIe siècle, apporte d’autres précisions, elle place l’arrivée des Scots comme postérieur à l’arrivée des Bretons, plaçant toujours les premiers à l’Ouest des seconds tandis que les Pictes se trouvent au Nord. Le texte place les Scots en Hibernie, la partie nord de l’Irlande, et leur arrivée au quatrième âge du monde (le quatrième âge se situe dans les temps bibliques, entre l’arrivée de David sur le trône d’Israël et l’exil du peuple juif vers Babylone). Si l’Histoire ecclésiastique du peuple anglais de Bède le Vénérable se limite à décrire l’installation des Scots sur l’île de Grande-Bretagne, l’Historia Brittonum développe un récit plus détaillé où les Scots sont les descendants d’un homme de Scythie ayant assisté à la fuite des juifs hors d’Égypte.
« Quand les fils d’Israël passèrent la mer Rouge, les Égyptiens vinrent, les suivirent et furent engloutis, comme on le lit dans la Loi. Il y avait chez les Égyptiens un homme noble de Scythie avec une grande famille, qui fut expulsé de son royaume. Il était présent quand les Égyptiens furent engloutis et il ne les accompagna pas lorsqu’ils suivirent le peuple de Dieu. Ceux qui survécurent réunirent un conseil pour l’expulser, afin qu’il n’investisse ni n’occupe leur royaume, car leurs hommes forts avaient été engloutis dans la mer Rouge et il fut expulsé. Il se déplaça pendant quarante-deux ans en Afrique […] jusqu’aux colonnes d’Hercule ; ils naviguèrent sur la mer Tyrrhénienne et parvinrent en Hispanie. Ils y habitèrent de nombreuses années, crûrent et se multiplièrent en grand nombre. Et après ils vinrent en Hibernie […] et dans les régions du Darieta, à l’époque où Brutus régnait sur les Romains, à partir de laquelle il y eut des consuls, puis des tribuns de la plèbe et des dictateurs. »
Dans sa dernière phrase, l’auteur semble en contradiction avec son affirmation d’une installation lors du quatrième âge. Mais dans le passage qui précède le dernier cité, l’Historia Brittonum développe l’arrivée des Scots en Hibernie, venant d’Espagne. Il décrit de manière concise plusieurs voyages. Après le premier, effectué par Partholomus avec mille personnes, la population augmente jusqu’à quatre mille personnes mais ils finissent par mourir. Ensuite vient Nimeth qui est obligé de rester dans un port en Espagne de longues années à la suite de problèmes de navigation mais finit par partir avec les siens avant de revenir. Le troisième voyage est mené par trois soldats d’Espagne qui partent avec trente bateaux contenant chacun trente couples. Tous arrivent et les membres de vingt-neuf bateaux sont engloutis par la mer tandis que le dernier survit, n’ayant pu les suivre dans des activités maritimes puisque leur bateau était brisé. « Toute l’Hibernie fut occupée jusqu’à nos jours à partir de la famille qui resta parce que son bateau était brisé ». Une version très proche est dans le Lebor Gabála Érenn qui décrit Míl d’Espagne comme l’ancêtre des Scots. Magali Coumert pense qu’on peut imaginer ce nom comme une transformation en nom propre du mot désignant le soldat en latin, miles.

### Autres récits
Une autre histoire lie les Scots à l’Égypte, Laon en fait mention dans son commentaire des Etymologiae d’Isidore de Séville. Laon corrige l’affirmation d‘Isidore selon laquelle le nom des Scots vient des tatouages qu’ils se font sur le corps et dit qu’il s’agit là des Pictes. Pour ce qui est des Scots, « ceux-ci sont appelés Scots à cause de Scotta, fille de Pharaon ». Une autre mention de cette origine est faite dans un manuscrit du IXe siècle, Scotta est alors décrite non seulement comme la fille d’un pharaon mais aussi comme une prostitué. Ce dernier récit d’origine, comme celui présent dans l’Histoire des Bretons semble être accepté par les Scots eux-mêmes puisque ce sont des érudits irlandais qui propagent ces récits dans le monde franc et que la renaissance carolingienne reprend. Il est néanmoins difficile de savoir lequel des deux récits s’est développé en premier.
Mais si ces récits semblent avoir été acceptés par les Scots, il est probable qu’ils ne proviennent pas d’eux directement. En effet, l’Histoire des Bretons est un ouvrage largement tributaire de sources latines. Les informations sur l’origine des Scots sont traçables à travers un imaginaire répandu dans le monde latin. Le premier élément est l’ascendance ibérique du peuple scot, Orose et Isidore après lui ont placé ce qu’ils appellent l’Hibernie ou la Scotie en face de l’Espagne. Tout en étant « l’île la plus proche de la Grande-Bretagne », « elle se trouve au borée face à l’Afrique. Ses parties les plus avancées s’étendent vers l’Ibérie et l’océan cantabrique, d’où son nom d’Hibernie ». Orose parle aussi d’un phare en Galice dirigé vers la Bretagne que l’on pourrait voir dans le récit de l’Histoire des Bretons avec la tour de verre. Ces éléments expliquent donc le lien fait entre l’Espagne et les Scots. Celui avec le peuple Scythe se fait, selon Magali Coumert par le caractère barbare du peuple scythe et l’assonance entre les noms des deux peuples. Enfin, la description du voyage du noble Scythe se base entièrement sur la description de l’Afrique délivré par Orose. Ce qui permet de supposer une origine latine du récit ou au moins propagé par les latins.

## Histoire

### Installation sur l'île de Grande-Bretagne
L’origine irlandaise et celtique du peuple est largement admise mais on ne sait pas beaucoup de choses sur ce peuple avant son installation sur l’île de Grande-Bretagne. Toutefois, il est établi que les Scots entrent en conflit avec les populations du sud de l’île de Grande-Bretagne et notamment les Britto-romains. Un général romain, Théodose, père de celui qui devient empereur sous le nom de Théodose le Grand, les repousse mais l’Empire s’écroule et les armées romaines quittent l’île dès 410. La présence des Scots sur l’île de Grande-Bretagne augmente au Ve siècle et avant la fin du siècle, les premiers Scots s’installent sur les côtes du pays de Galles et du  Devon. Ces installations n’ont une influence que limitée et elles sont désorganisés politiquement par la dispersion de l’autorité plutôt que l’union sous une seule couronne, elles ne sont pas prospères. On leur doit toutefois l’introduction de l’écriture oghamique sur l'île.
Les informations sur l’Écosse de l’Antiquité tardive et de l’époque médiévale sont relativement maigres, la plupart des textes qui ont survécu sont plutôt des récits hagiographiques. On définit le royaume des Scots comme étant celui de Dalriada, ou Dal Riata qui s’établit d’abord en Irlande puis s'étend sur les terres de la partie occidentale de l’Écosse. Cette expansion se fait au VIe siècle lorsque les Scots envahissent le territoire des Pictes. Cette région de l’Écosse au nord du mur d'Antonin que les Romains n’ont jamais conquise est progressivement partagée entre les Scots à l’ouest et les Pictes à l’est jusqu’à ce que les peuples s’unissent sous la couronne du Scot Kenneth Mac Alpin.
Une tradition irlandaise raconte l’arrivée du prince Scot Fergus Mor et ses frères Loarn mac Eirc et Angus qui s’installent progressivement sur les îles plus proches de l’Irlande puis rejoignent finalement la terre ferme. Michel Duchein explique que nommer leur royaume Dal Riada, du même nom que le royaume irlandais qu’ils quittaient a permis aux Scots de garder une unité culturelle pendant longtemps. C’est ainsi que la langue gaélique d’Écosse, aussi appelée erse est très proche de l’irlandais.
L’histoire de l’Écosse ensuite n’est pas très bien connue. Trois dynasties naissent des trois frères et c’est celle de Fergus qui a la prééminence. Les Scots s’engagent dans une lutte de territoire qui les oppose principalement aux Pictes jusqu’à leur alliance avec ceux-ci sous Kenneth MacAlpin. S’ils connaissent des défaites, il semble qu’ils arrivent tout de même à dominer le territoire en augmentant leur influence sur les Britons, en prenant le dessus sur les Pictes et même en repoussant au moins partiellement les envahisseurs anglo-saxons.

### Implantation du christianisme
Au VIIe siècle, les Scots chrétiens jouèrent en particulier un rôle important dans l’évangélisation des Anglo-Saxons, rôle qui fut ensuite éclipsé par la papauté de Rome. L'Irlandais saint Colomban, en effet, avait entrepris l’évangélisation des Scots au VIe siècle et s’était établi à Iona, où il avait fondé un monastère, en 563. 
L' abbaye d'Iona participa ensuite activement à l’évangélisation des Angles de Northumbrie, mais le particularisme du christianisme irlandais, dont l'exemple le plus connu porte sur la datation de Pâques, inquiéta Rome. Une Église anglo-saxonne existait déjà dans le sud de l'île, autour de l'archevêché de Canterbury fondé en 597 par un missionnaire romain (Augustin de Canterbury) ; en définitive, plutôt que les moines irlandais qui prêchèrent auprès des Anglo-Saxons, c’est la mission de Paulinus, venu de Canterbury vers 620, que les Northumbriens préférèrent retenir comme l’œuvre fondatrice de leur Église (Bède le Vénérable, Histoire ecclésiastique du peuple anglais). 

Cette dernière apporta le christianisme romain aux Northumbriens, qui optèrent définitivement pour Rome lors du synode de Whitby, en 664.
Les échanges entre les Scots et les Northumbriens demeurèrent nombreux par la suite et furent, en particulier, la cause principale de l’influence germanique dans l’art celte du haut Moyen Âge. 
On leur doit aussi les plus beaux manuscrits enluminés de la période, caractérisés par la maîtrise du motif des entrelacs, comme le livre de Kells.

### Unification des peuples d’Écosse
L’union des Scots et des Pictes se fit par Kenneth MacAlpin à la suite de la défaite d’une coalition entre les Scots et les Pictes. Deux hypothèses existent sur la manière dont Kenneth MacAlpin obtient le trône : soit il s’agissait du fils d’une princesse Picte, ce qui lui permettait l’accession au trône picte par matrilinéarité, soit, selon le récit du chroniqueur Gallois Giraldus Cambrenisis au XIIe siècle, Kenneth réunit les Pictes pour un banquet avec les Scots et ceux-ci, après avoir bu et mangé, auraient massacrés les Pictes. En tout cas, les deux peuples étaient unifiés en 843,. Les deux peuples n’étaient pas pour autant fusionnés, mais la langue avait été unifiée (vers le scots), et les capitales sont plus présentes à l’est, en ancien territoire picte. La religion était la même depuis longtemps. En revanche, la royauté n’était pas centralisée, et les chefs locaux gardaient de grands pouvoirs. 
La succession de Kenneth MacAlpin est floue, l’hérédité scot n’étant pas matrilinéaire mais allant à l’homme le plus âgé d’une dynastie, ce qui préférait généralement au fils son oncle ou un cousin plus âgé. En Écosse, le royaume scot devait encore faire face aux Vikings au nord et aux Britons (au Xe siècle, le royaume de Strathclyde des Britons fut incorporé à son tour au royaume par Malcolm Ier) et aux Anglo-Saxons au sud. Si les quatre entités continuaient de se battre entre elles, l’unification d’un royaume unique en Angleterre les forcèrent à devenir des royaumes vassaux de celui-ci dès 924, mais ce ne fut qu’en 973 à Chester que les différents rois firent acte de soumission.
Cet épisode fut  le début de l’établissement d’une Écosse qui n’était plus simplement picte, scot ou une coexistence de plusieurs peuples. Avec le retour de Malcolm III à la tête de la couronne d’Écosse à la suite de la révolte de Macbeth, la royauté devenait davantage anglicisée sous influence anglo-saxonne, et Michel Duchein y voit la fin de l’époque celtique.
Après la bataille de Hastings, en 1066, et la conquête normande de l’Angleterre, les Scots guerroyèrent contre les derniers souverains saxons. En 1072, à l’instigation de Guillaume le Conquérant, commença une longue suite de guerres anglo-écossaises pour tenter de soumettre ces dangereux voisins du nord. 